# FC 목포 U-12
FC 목포 U-12는 전라남도 목포시에 위치한 under-12팀 유형의 축구단이다. 본래 목포연동초등학교의 축구부였으나, 현재는 FC 목포의 산하팀으로 전환하면서 FC 목포 U-12라는 이름으로 바꾸고 활동중이다.

## 참고 문헌
- “KFA 통합경기정보 시스템”. 대한축구협회.

## 같이 보기
- 목포연동초등학교